# 森陽太
森 陽太（もり ようた、1986年8月21日 - ）は、日本の俳優。宮城県出身。

## 略歴・人物
2006年、ビジュアルボーイビジュアルNEWスターグランプリを受賞し俳優デビュー。
特技は水泳、バドミントン。以前はトリプルエーに所属していた。

## 出演

### テレビドラマ
- だめんず・うぉ〜か〜 第5話（2006年11月16日、テレビ朝日）
- ごくせん 第3シリーズ 第3話（2008年5月3日、日本テレビ）
- 金曜ナイトドラマ 打撃天使ルリ 第1話（2008年7月25日、テレビ朝日）
- ドラマ24 メン☆ドル 〜イケメンアイドル〜 第5話（2008年11月7日、テレビ東京）
- 血液型別 オンナが結婚する方法♪ 第二夜「B型オンナが結婚する方法」（2009年2月24日、フジテレビ）
- 土曜ワイド劇場 おかしな刑事(5) 居眠り刑事とエリート女警視（2009年3月28日、テレビ朝日）
- 仮面ライダーディケイド 第21・22話（2009年6月7日・14日、テレビ朝日） - 青柳和良 役
- サムライ・ハイスクール（2009年10月 - 12月、日本テレビ） - 長篠東吾 役

### 映画
- 日本沈没（2006年）
- デスノート 前編（2006年）
- アニと僕の夫婦喧嘩（2009年） - 五郎 役
- 20世紀少年 最終章「ぼくらの旗」（2009年）
- 月と嘘と殺人（2010年） - 浜田太一郎 役
- ゴジラ-1.0（2023年）